# Gemeinderats- und Bürgermeisterwahlen in Oberösterreich 2015
Die Gemeinderats- und Bürgermeisterwahlen in Oberösterreich 2015 fanden am 27. September 2015 gemeinsam mit der Landtagswahl 2015 in 442 Gemeinden statt. Insgesamt waren 1.155.084 Personen wahlberechtigt.

## Wahlrecht

### Aktives Wahlrecht
Zur Stimmabgabe berechtigt waren österreichische Staatsbürger und nicht-österreichische EU-Bürger, die nicht vom Wahlrecht ausgeschlossen waren, ihren Hauptwohnsitz in der jeweiligen Gemeinde hatten und am Wahltag das 16. Lebensjahr vollendet hatten.

### Passives Wahlrecht
Passiv wahlberechtigt waren jene Personen, die das aktive Wahlrecht besaßen und spätestens am Wahltag das 18. Lebensjahr vollendet hatten.

## Landesergebnis

### Gemeinderatswahl

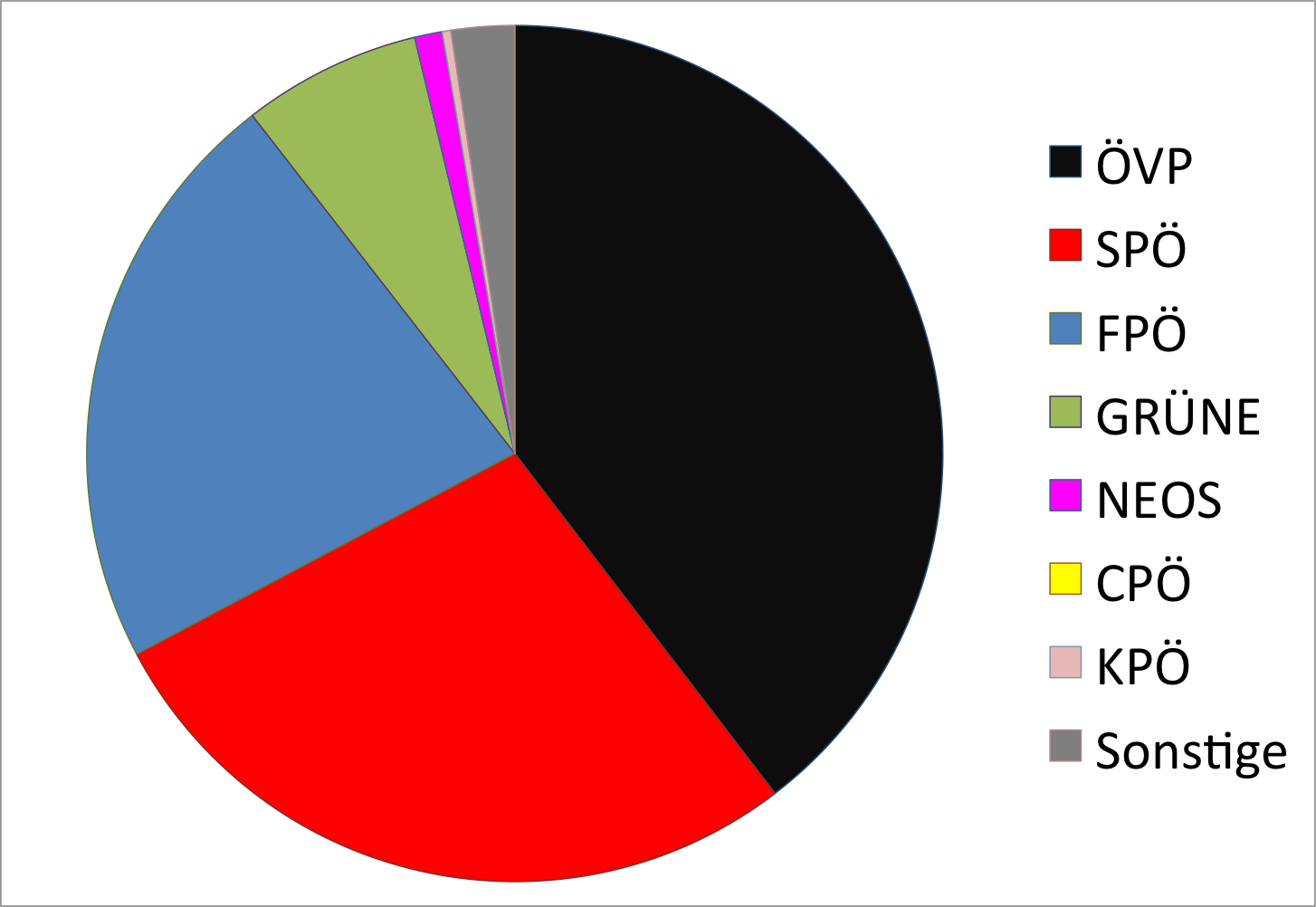
Gemeinderatswahlen

| Gemeinderatswahlen 2015    | GRW 2015         | GRW 2015         | GRW 2015         |  | GRW 2009         | GRW 2009         | GRW 2009         |  | Differenz | Differenz | Differenz |
| Gemeinderatswahlen 2015    | Stimmen          | %                | Mandate          |  | Stimmen          | %                | Mandate          |  | Stimmen   | %         | Mandate   |
| -------------------------- | ---------------- | ---------------- | ---------------- |  | ---------------- | ---------------- | ---------------- |  | --------- | --------- | --------- |
| wahlberechtigt             | 1.155.084        |                  | —                |  | 1.115.743        |                  | —                |  | + 39.341  | + 3,53    | —         |
| Wahlbeteiligung            | 909.257          | 78,72            | —                |  | 881.812          | 79,03            | —                |  | + 27.445  | − 0,31    | —         |
| Ungültige Stimmen          | 35.658           | 3,92             | —                |  | 29.868           | 3,39             | —                |  | + 5.790   | + 0,53    | —         |
| Gültige Stimmen            | 873.599          | 96,08            | —                |  | 851.944          | 96,61            | —                |  | + 21.655  | − 0,53    | —         |
| davon entfielen auf Partei |                  |                  |                  |  |                  |                  |                  |  |           |           |           |
| ÖVP                        | 345.983          | 39,60            | 4661             |  | 371.601          | 43,62            | 4985             |  | − 25.618  | − 4,02    | − 324     |
| SPÖ                        | 241.332          | 27,63            | 2329             |  | 285.339          | 33,49            | 2822             |  | − 44.007  | − 5,86    | − 493     |
| FPÖ                        | 194.498          | 22,26            | 1940             |  | 121.046          | 14,21            | 1207             |  | + 73.452  | + 8,05    | + 733     |
| GRÜNE                      | 58.966           | 6,75             | 357              |  | 44.045           | 5,17             | 236              |  | + 14.921  | + 1,58    | + 121     |
| NEOS                       | 9.088            | 1,04             | 20               |  | nicht kandidiert | nicht kandidiert | nicht kandidiert |  | + 9.088   | + 1,04    | + 20      |
| CPÖ                        | nicht kandidiert | nicht kandidiert | nicht kandidiert |  | 82               | 0,01             | 0                |  | − 82      | − 0,01    | ± 0       |
| KPÖ                        | 2.910            | 0,33             | 1                |  | 2.174            | 0,26             | 1                |  | + 736     | + 0,07    | ± 0       |
| Sonstige                   | 20.822           | 2,39             | 207              |  | 27.657           | 3,24             | 194              |  | − 6.835   | − 0,85    | + 13      |

### Bürgermeisterwahl
| Bürgermeisterwahlen 2015 | Vergleich der Bürgermeisterwahlen 2015 und 2009 | Vergleich der Bürgermeisterwahlen 2015 und 2009 | Vergleich der Bürgermeisterwahlen 2015 und 2009 | Vergleich der Bürgermeisterwahlen 2015 und 2009 | Vergleich der Bürgermeisterwahlen 2015 und 2009 |
| Bürgermeisterwahlen 2015 | BMW 2015                                        |                                                 | BMW 2009                                        |                                                 | Differenz                                       |
| ------------------------ | ----------------------------------------------- | ----------------------------------------------- | ----------------------------------------------- | ----------------------------------------------- | ----------------------------------------------- |
| ÖVP                      | 332                                             |                                                 | 328                                             |                                                 | + 4                                             |
| SPÖ                      | 92                                              |                                                 | 99                                              |                                                 | − 7                                             |
| FPÖ                      | 12                                              |                                                 | 9                                               |                                                 | + 3                                             |
| Sonstige                 | 6                                               |                                                 | 6                                               |                                                 | ± 0                                             |